# Ванеса Краут
Ванеса Краут (ісп. Vanesa Krauth; нар. 20 травня 1981) — колишня аргентинська тенісистка.
Найвищу одиночну позицію світового рейтингу — 223 місце досягла 18 березня 2002, парну — 174 місце — 4 лютого 2002 року.
Здобула 2 одиночні та 10 парних титулів.
Завершила кар'єру 2002 року.

## Фінали ITF

### Одиночний розряд (2–3)
| Легенда          |
| ---------------- |
| турніри $100,000 |
| турніри $75,000  |
| турніри $50,000  |
| турніри $25,000  |
| турніри $10,000  |

| Фінали за покриттям |
| ------------------- |
| Тверде (0–1)        |
| Ґрунт (2–2)         |
| Трава (0–0)         |
| Килим (0–0)         |

| Результат | Ранг | Дата            | Турнір                 | Покриття | Суперниця            | Рахунок       |
| --------- | ---- | --------------- | ---------------------- | -------- | -------------------- | ------------- |
| Поразка   | 1.   | 27 березня 2000 | Понтеведра, Іспанія    | Тверде   | Ана Салас Лосано     | 1–6, 4–6      |
| Поразка   | 2.   | 17 квітня 2000  | Сан-Северо, Італія     | Ґрунт    | Марія Емілія Салерні | 4–6, 1–6      |
| Перемога  | 1.   | 8 травня 2000   | Тортоса, Іспанія       | Ґрунт    | Ана Салас Лосано     | 2–6, 6–3, 6–1 |
| Перемога  | 2.   | 3 липня 2001    | Штутгарт, Німеччина    | Ґрунт    | Габріела Волекова    | 6–1, 6–3      |
| Поразка   | 3.   | 10 вересня 2001 | Реджо-Калабрія, Італія | Ґрунт    | Айнхоа Гоньї         | 2–6, 1–6      |

### Парний розряд (10–9)
| Легенда          |
| ---------------- |
| турніри $100,000 |
| турніри $75,000  |
| турніри $50,000  |
| турніри $25,000  |
| турніри $10,000  |

| Фінали за покриттям |
| ------------------- |
| Тверде (2–0)        |
| Ґрунт (8–9)         |
| Трава (0–0)         |
| Килим (0–0)         |

| Результат | Ранг | Дата              | Турнір                     | Покриття | Партнерка             | Суперниці                                 | Рахунок                 |
| --------- | ---- | ----------------- | -------------------------- | -------- | --------------------- | ----------------------------------------- | ----------------------- |
| Перемога  | 1.   | 14 червня 1999    | ITF Ленцергайде, Швейцарія | Ґрунт    | Жулі де Ро            | Лаура Бао Марілен Лузі                    | 6–3, 6–1                |
| Поразка   | 1.   | 2 серпня 1999     | Bella Cup Toruń, Польща    | Ґрунт    | Патрицья Бандуровська | Петра Рацлавська Габріела Хмелінова       | 4–6, 3–6                |
| Перемога  | 2.   | 20 вересня 1999   | ITF Лечче, Італія          | Ґрунт    | Еріка Краут           | Флавія Пеннетта Роберта Вінчі             | 1–6, 7–6(7–5), 6–1      |
| Перемога  | 3.   | 27 березня 2000   | ITF Понтеведра, Іспанія    | Тверде   | Наташа Ґалауза        | Гелен Крук Вікторія Девіс                 | 6–3, 2–6, 6–2           |
| Перемога  | 4.   | 1 травня 2000     | ITF Барі, Італія           | Ґрунт    | Аліенор Трісеррі      | Наталія Гуссоні Сабріна Валенті           | 7–5, 6–4                |
| Перемога  | 5.   | 8 травня 2000     | ITF Тортоса, Іспанія       | Ґрунт    | Еріка Краут           | Барбара Розенберґер Лучія Талло           | 6–3, 7–5                |
| Перемога  | 6.   | 15 травня 2000    | ITF Барселона, Іспанія     | Ґрунт    | Еріка Краут           | Росіо Гонсалес Роса Марія Сітья           | 7–6(8–6), 6–3           |
| Поразка   | 2.   | 19 червня 2000    | ITF Алкмар, Нідерланди     | Ґрунт    | Еріка Краут           | Марезе Жубер Ніколь Сьюелл                | w/o                     |
| Поразка   | 3.   | 21 серпня 2000    | ITF Марибор, Словенія      | Ґрунт    | Аліенор Трісеррі      | Анжеліка Реш Ясмін Вер                    | 4–6, 6–4, 6–7(1–7)      |
| Перемога  | 7.   | 16 жовтня 2000    | ITF К'єті, Італія          | Ґрунт    | Еріка Краут           | Оана Елена Голімбйоскі Андрея Ехрітт-Ванк | 4–5(5–7), 4–1, 4–2, 4–1 |
| Перемога  | 8.   | 6 листопада 2000  | ITF Гранада, Іспанія       | Ґрунт    | Еріка Краут           | Бранка Бойович Кончіта Мартінес Гранадос  | 4–0, 4–2, 4–1           |
| Перемога  | 9.   | 20 листопада 2000 | ITF Майорка, Іспанія       | Ґрунт    | Еріка Краут           | Драгана Ілич Алена Пауленкова             | 4–0, 4–0                |
| Поразка   | 4.   | 27 листопада 2000 | ITF Майорка, Іспанія       | Ґрунт    | Еріка Краут           | Габріела Хмелінова Lenka Novotná          | 1–4, 2–4, 3–5           |
| Поразка   | 5.   | 2 квітня 2001     | ITF Хуарес, Мексика        | Ґрунт    | Еріка Краут           | Алісія Ортуньйо Мілагрос Секера           | 4–6, 6–2, 2–6           |
| Перемога  | 10.  | 16 квітня 2001    | ITF Коацакоалькос, Мексика | Тверде   | Еріка Краут           | Еухенія Чіальво Кончіта Мартінес Гранадос | 6–1, 6–4                |
| Поразка   | 6.   | 18 червня 2001    | ITF Ленцергайде, Швейцарія | Ґрунт    | Еріка Краут           | Кірстін Фрає Зузана Валекова              | 6–3, 3–6, 2–6           |
| Поразка   | 7.   | 17 вересня 2001   | ITF Тбілісі, Грузія        | Ґрунт    | Еріка Краут           | Анастасія Родіонова Патріція Вартуш       | 2–6, 1–6                |
| Поразка   | 8.   | 8 жовтня 2001     | ITF Галландейл-Біч, США    | Ґрунт    | Еріка Краут           | Аліна Жидкова Джессіка Стек               | 6–4, 2–6, 3–6           |
| Поразка   | 9.   | 29 вересня 2002   | ITF Ролі, США              | Ґрунт    | Еріка Краут           | Мішелл Дассо Джулія Дітті                 | 6–7(4–7), 3–6           |